# Valvola (idraulica)

Simbologia utilizzata nei P&ID per indicare una generica valvola.

La valvola è un componente meccanico che consente l'intercettazione o la regolazione del flusso di un materiale in grado di fluire in una tubazione al fine di garantire specifici valori di pressione o di portata.
Nella grande maggioranza dei casi tale materiale è di tipo fluido, cioè liquido o gassoso; si può però creare un flusso di solidi, ad esempio pulverulenti o granulari, che può essere intercettato o regolato da una valvola.

Come esempio banale, il normale rubinetto di casa è una valvola, come, estendendo il concetto appena un po', lo è la finestrina di aerazione presente in molte finestre, solitamente composta da listelli di vetro orientabili.

## Elementi costruttivi
Le valvole sono di norma costituite da tre elementi fondamentali:
- il corpo che contiene l'organo mobile e che consente sia gli attacchi ai tubi nei quali scorre il fluido, sia il collegamento degli organi di comando;
- l'otturatore che è l'organo mobile, che consente l'intercettazione del fluido;
- gli organi di comando, che possono essere manuali, elettrici o magnetici, per mezzo dei quali si manovra l'organo mobile.

## Classificazione
Vi sono vari criteri di classificazione delle valvole:
- per forma costruttiva. In questo caso si distingue la valvola a seconda della forma del gruppo sede/otturatore. Così si riconoscono le valvole
  - a disco
  - a farfalla
  - a globo
  - a maschio
  - a fungo
  - a pinza
  - a sfera
  - a spillo
  - a saracinesca
  - a fuso
  - a rotazione
  - di sfiato

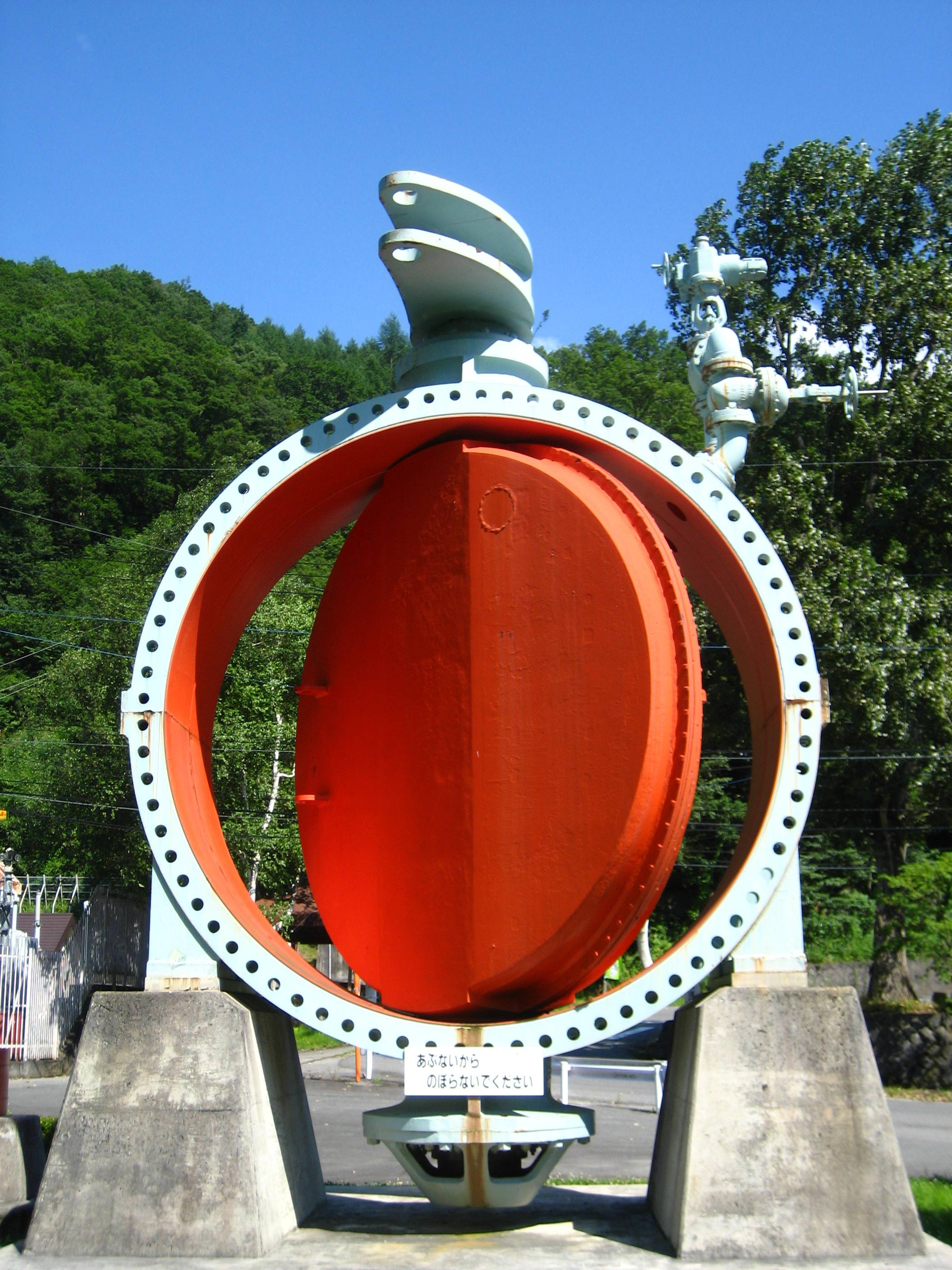
Un'enorme valvola a farfalla utilizzata in una centrale elettrica.
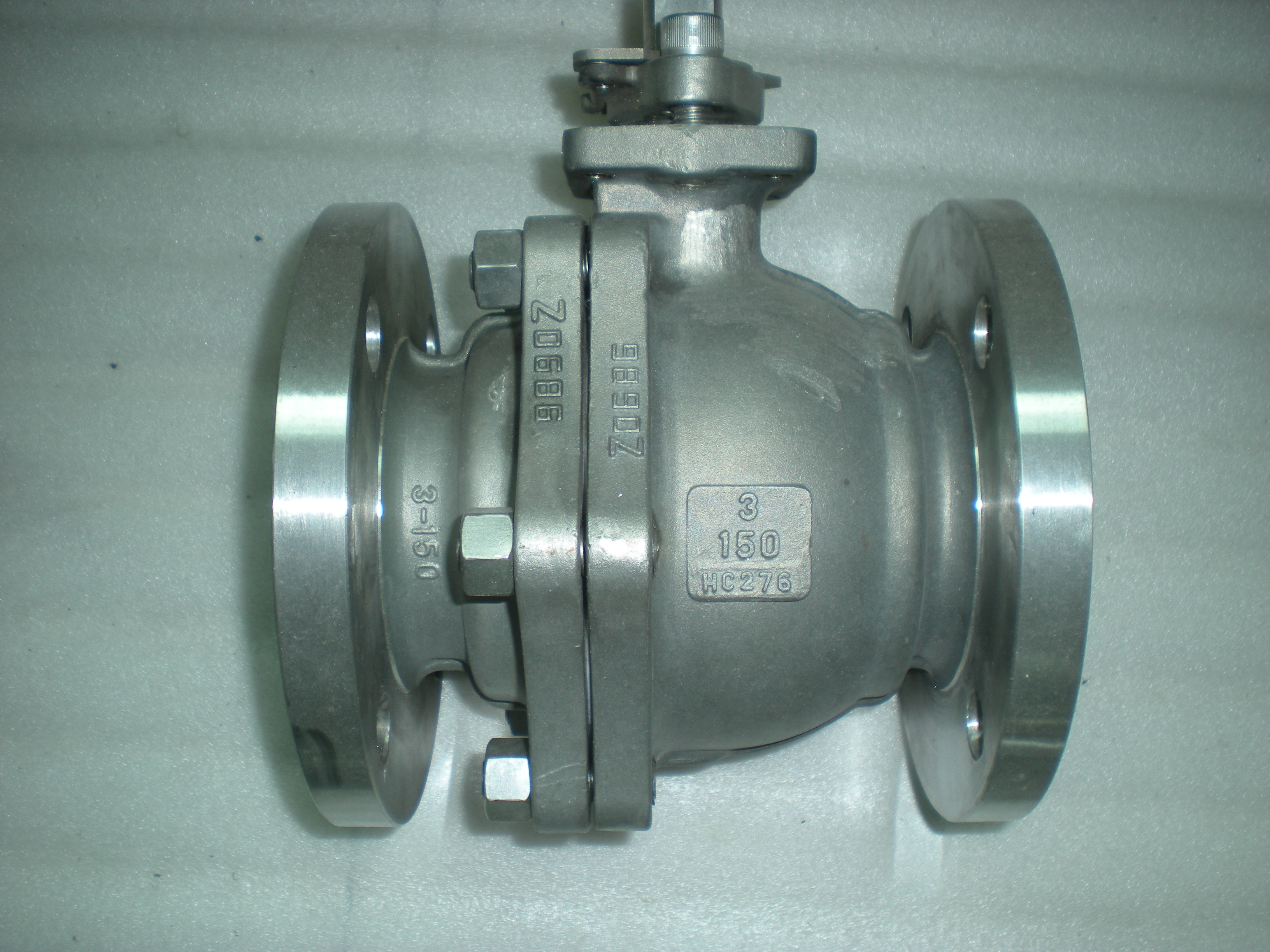
Valvola a sfera.
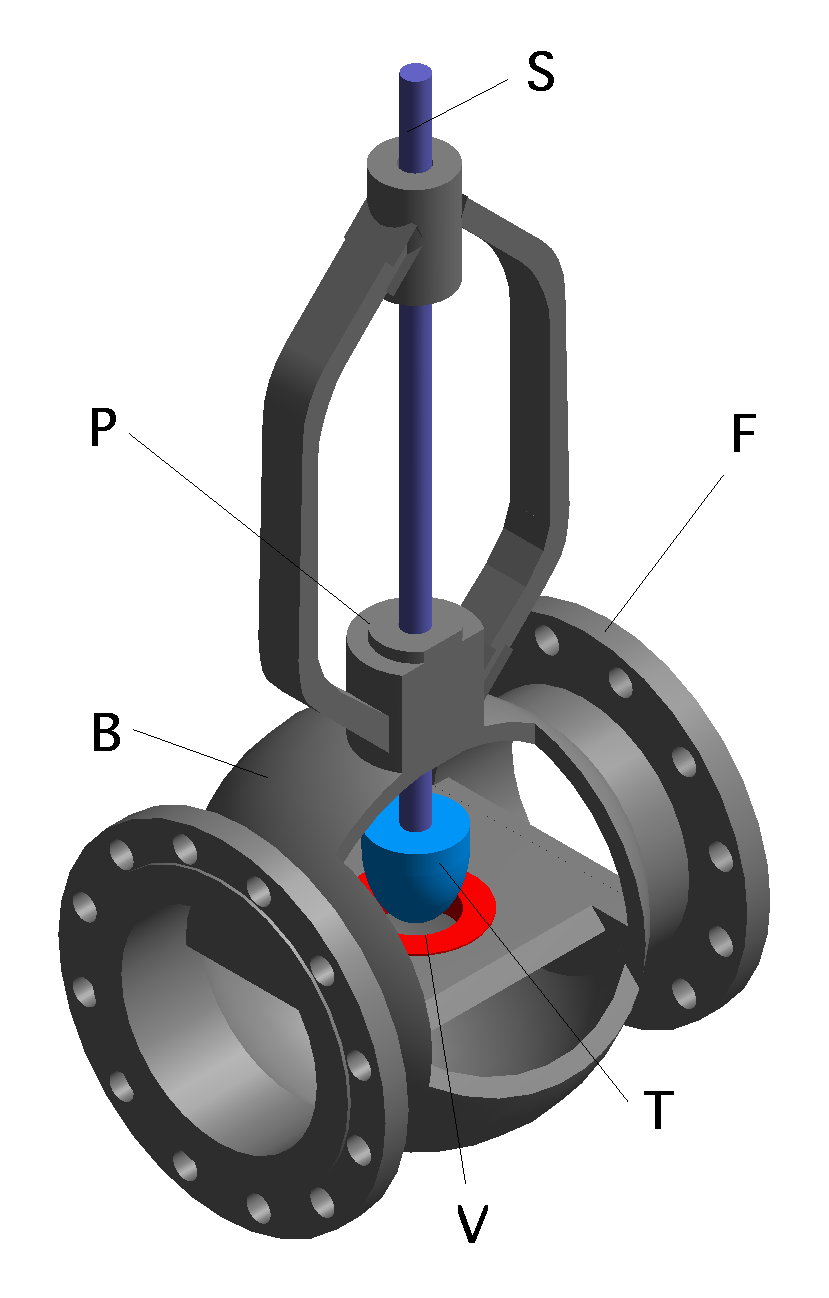
Schema di una valvola a globo.
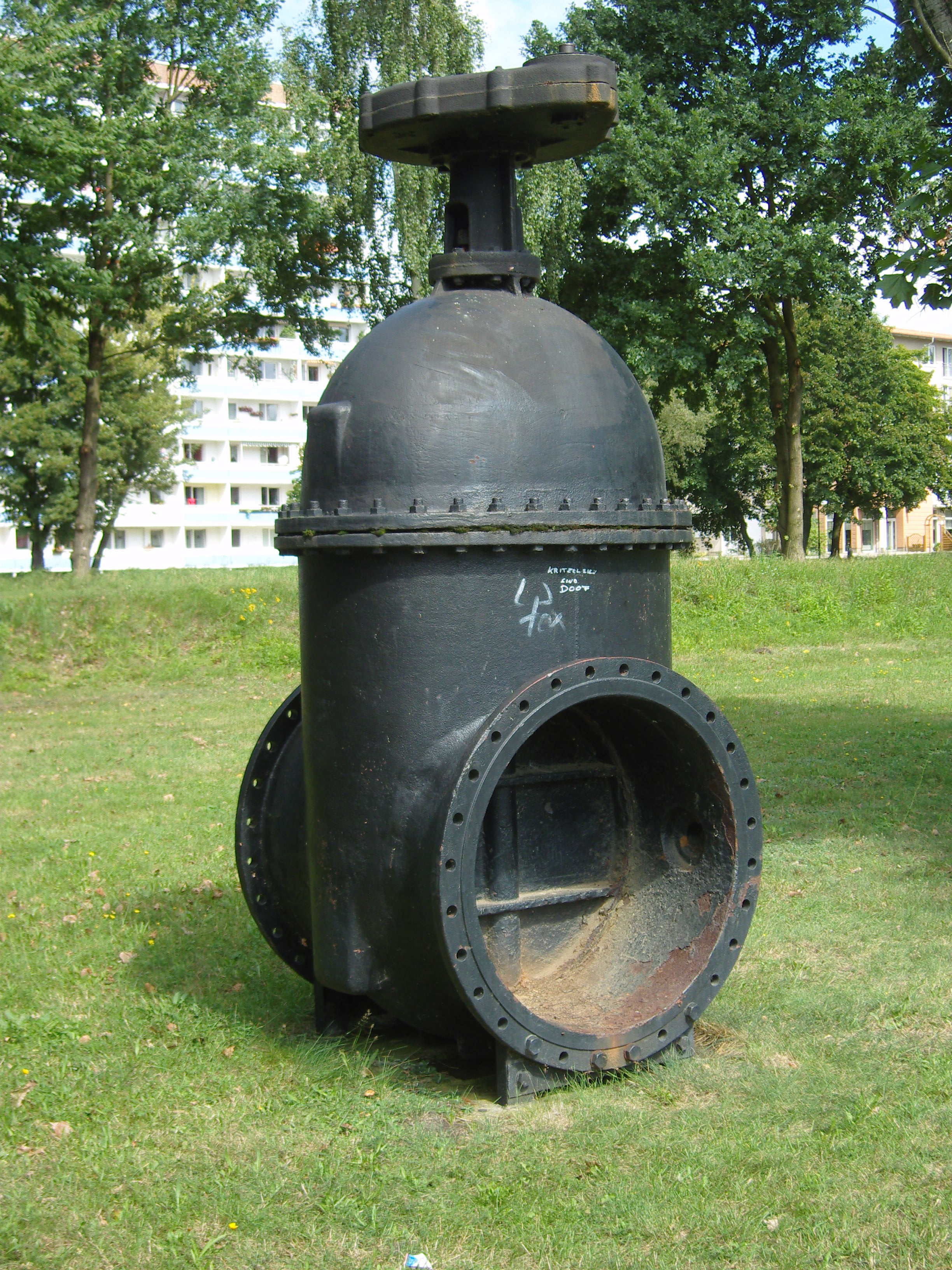
Valvola a saracinesca.

- per tipo di azionamento. Si distingue il tipo di organo che aziona il movimento relativo tra otturatore e sede:
  - a) con attuatori:
    - a comando elettromagnetico (valvola a solenoide), in cui il movimento dell'otturatore è lineare, ed è causato da un campo elettromagnetico che fa appunto muovere un solenoide al proprio interno;
    - a comando elettrico, in cui il movimento dell'otturatore, lineare o rotatorio, è causato da un motore elettrico;
    - a comando pneumatico, in cui il movimento è causato da un pistone pneumatico (raramente da un pistone idraulico, e si parla di valvola idraulica);
    - a comando idraulico, il cui movimento dell'otturatore è determinato dall'energia idraulica del fluido che scorre in condotta;
    - valvola termostatica, in cui il movimento dell'otturatore è causato dalla dilatazione termica.

  - b) ad azionamento manuale:
    - valvola a volantino, con azionamento manuale di un volantino, solitamente per più giri, che normalmente imbocca una vite, così da trasformare il moto rotatorio del volantino in assiale al volantino stesso;
    - valvola a leva, in cui lo spostamento dell'otturatore è angolare appunto mediante azionamento di una leva rotante su un piano parallelo alla linea di flusso, tipicamente con una rotazione di un quarto di giro (90°). Sono tipicamente valvole a sfera, maschio, farfalla.
- per applicazione:
  - di intercettazione: sono quelle valvole che vengono utilizzate solo per l'intercettazione del flusso, pertanto devono essere utilizzate solo aperte o chiuse e non in posizioni intermedie (in questo caso possono essere causa di cavitazione). Tra queste valvole rientrano le valvole a saracinesca, a farfalla ed a sfera;
  - di regolazione: possono essere utilizzate anche con posizioni intermedie, pertanto permettono la regolazione della portata o la pressione del fluido. Tra queste ci sono le riduttrici di pressione, di sostegno della pressione e di regolazione della portata (es. valvola a fuso).
  - di sfiato: permettono l'eliminazione dell'aria - valvole di sfiato, valvole d'aria.
  - di sicurezza: permettono la fuoruscita di fluido nel caso di sovrappressione del fluido.
  - di ritegno: permettono il passaggio del fluido solo in un verso, indicato da una freccia sul corpo valvola esterno

### Valvole di intercettazione o direzionali
Le valvole di intercettazione si suddividono in:
- Valvole 2/2;
- Valvole 3/2;
- Valvole 5/2;
- Valvole 5/3.

Il primo numero indica il numero di vie della valvola (comprende l'ingresso, le uscite e gli scarichi), il secondo indica il numero di posizioni che ha la valvola. Ad esempio una valvola 5/3 ha 5 vie e 3 posizioni.

## Scelta della valvola
Naturalmente i vari tipi di costruzione, azionamento e applicazione possono essere combinati a volontà, ma vi sono compatibilità più o meno marcate tra questi:
- Una valvola con movimento assiale dell'otturatore solo raramente è comandata da una leva: si avrebbe uno sforzo di chiusura ed apertura enorme.
- Le valvole a 1/4 di giro si prestano molto bene come valvole di intercettazione, grazie alla rapidità di intervento, ma evidentemente non hanno una precisione di regolazione paragonabile ad una valvola a volantino, che richiede diversi giri completi per chiudersi/aprirsi.
- Le valvole a volantino sono in genere di costruzione più complessa delle valvole a leva, e quindi più costose; d'altra parte il volantino è di solito assai meno ingombrante della leva;

vi sono quindi tipi di valvole, azionamenti, eccetera più o meno adatti a ciascuna specifica applicazione.

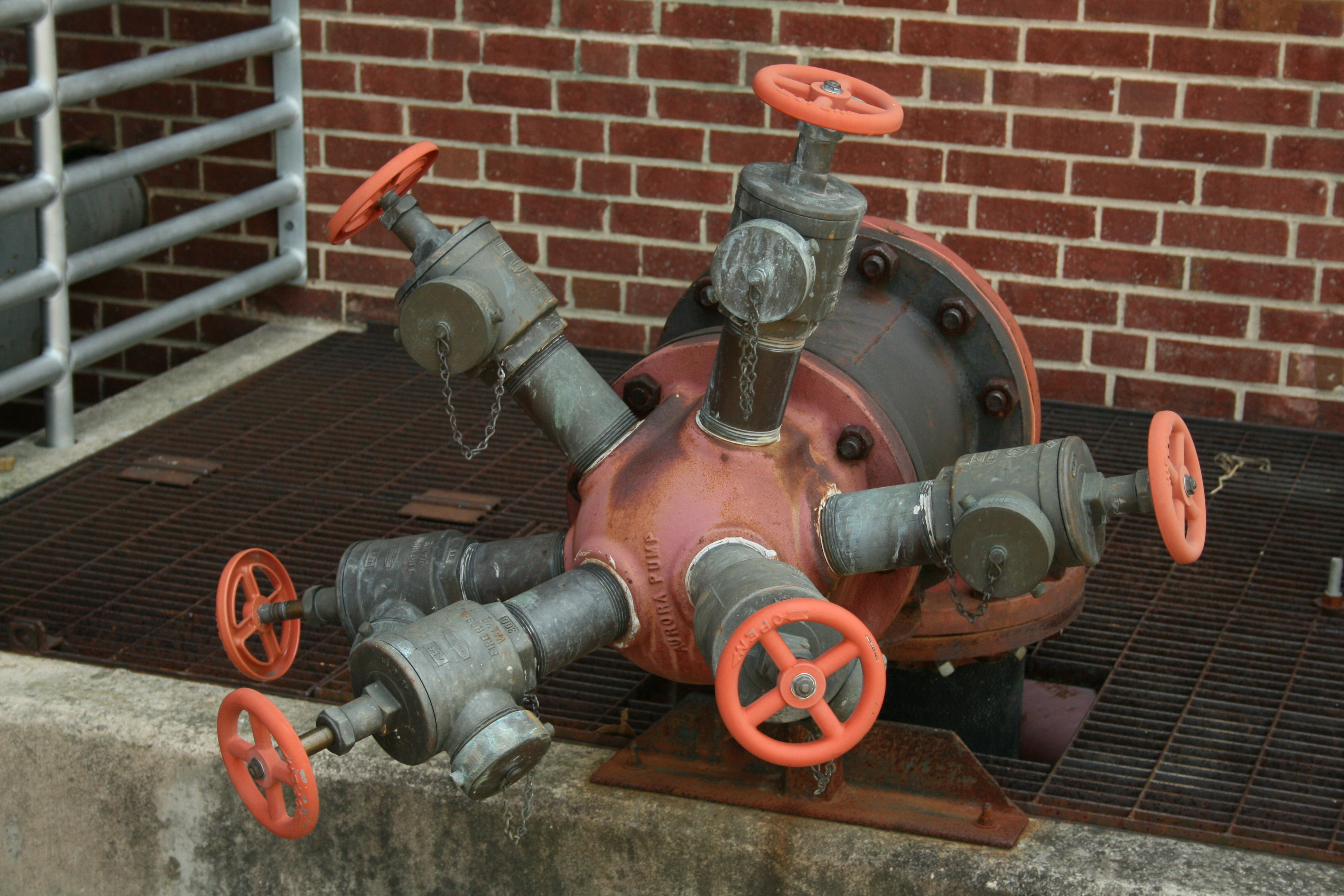
Valvole in un sistema antincendio.